# La Forêt-du-Parc
La Forêt-du-Parc település Franciaországban, Eure megyében. Lakosainak száma 636 fő (2022. január 1.). La Forêt-du-Parc Les Authieux, La Baronnie, Grossœuvre, Jumelles, Prey és Saint-André-de-l’Eure községekkel határos.

## Népesség
A település népességének változása:
| Lakosok száma | 147  | 270  | 457  | 511  | 552  | 581  | 597  | 624  | 628  | 636  |
|               | 1968 | 1982 | 1990 | 2006 | 2013 | 2015 | 2017 | 2019 | 2020 | 2022 |